# De bloedbruiloft
De bloedbruiloft is een stripalbum dat voor het eerst is uitgegeven in januari 2000 met Jean Van Hamme als schrijver, Hermann Huppen als tekenaar en inkleurder en Yves Amateis als grafisch ontwerper. Deze uitgave werd uitgegeven door Dupuis in de Collectie vrije vlucht.

## Verhaal
Jérôme Maillard en Dominique Cazeville trouwen, en heel de familie verzamelt voor de bruiloftsmaaltijd in een Ardens restaurant. Tot grote ontsteltenis van Jean, de vader van de bruidegom, zijn de garnalen in de tomaat-garnaal niet vers. Jean richt zich kwaad tot de kok en eigenaar van het restaurant, Franz Berger. Die stelt een alternatief voor, maar dat pikt Jean niet. Hij stapt met het hele gezelschap op zonder te betalen. De bruid en de moeder van de bruidegom zijn echter nog in de zaak, waar Franz gebruik van maakt: hij sluit de twee op en probeert Jean op die manier over de brug te krijgen. De steenrijke Jean laat zich echter niet doen en grijpt naar de wapens...

## Verfilming
In 2005 volgde een Duits-Belgische verfilming van het verhaal, geregisseerd door Dominique Deruddere. 